# 89 Julia
89 Julia este un asteroid din centura principală, descoperit pe 6 august 1866, de Édouard Stephan.